# Lagothrix poeppigii
Lagothrix poeppigii là một loài động vật có vú trong họ Atelidae, bộ Linh trưởng. Loài này được Schinz mô tả năm 1844.

## Hình ảnh

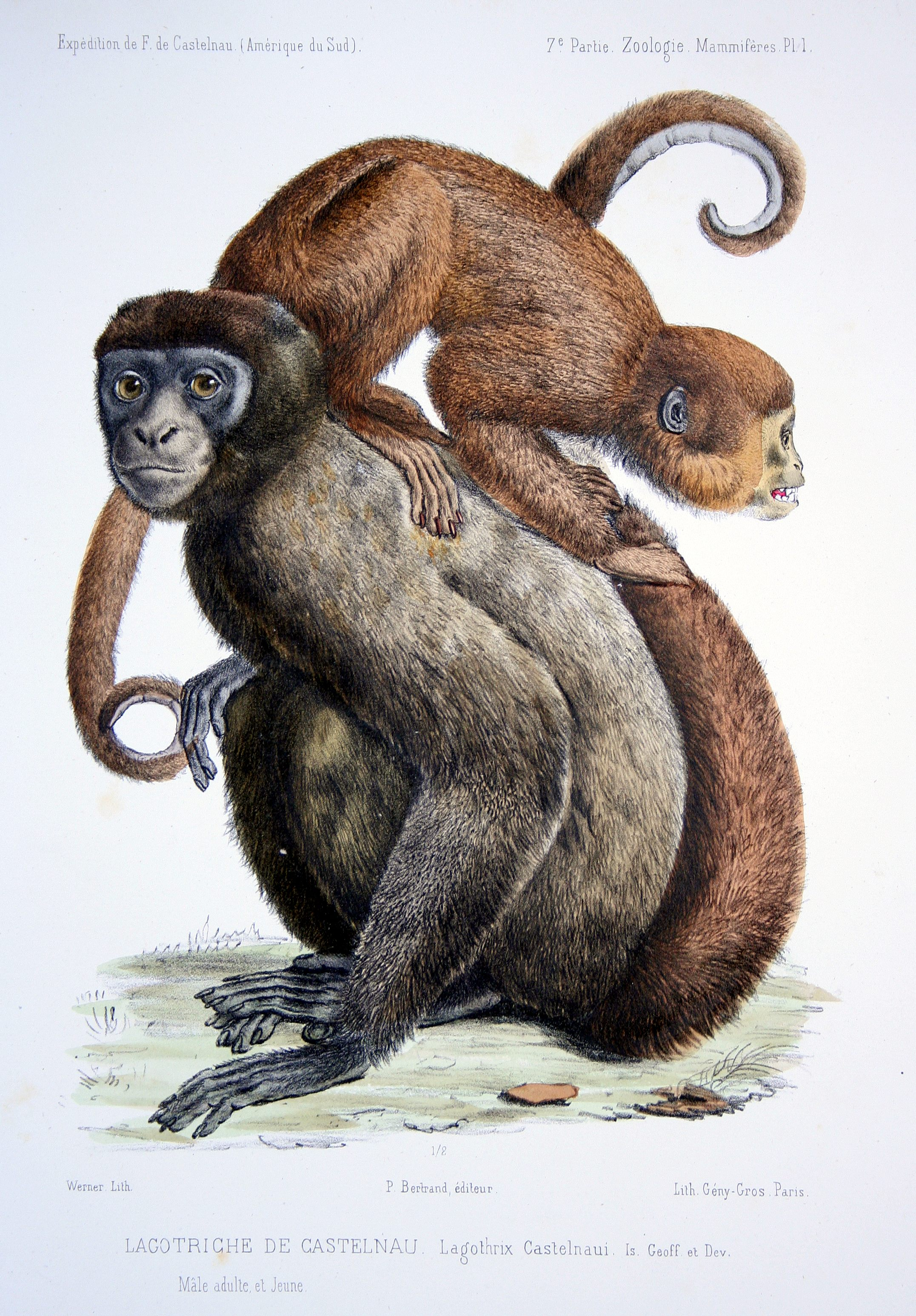
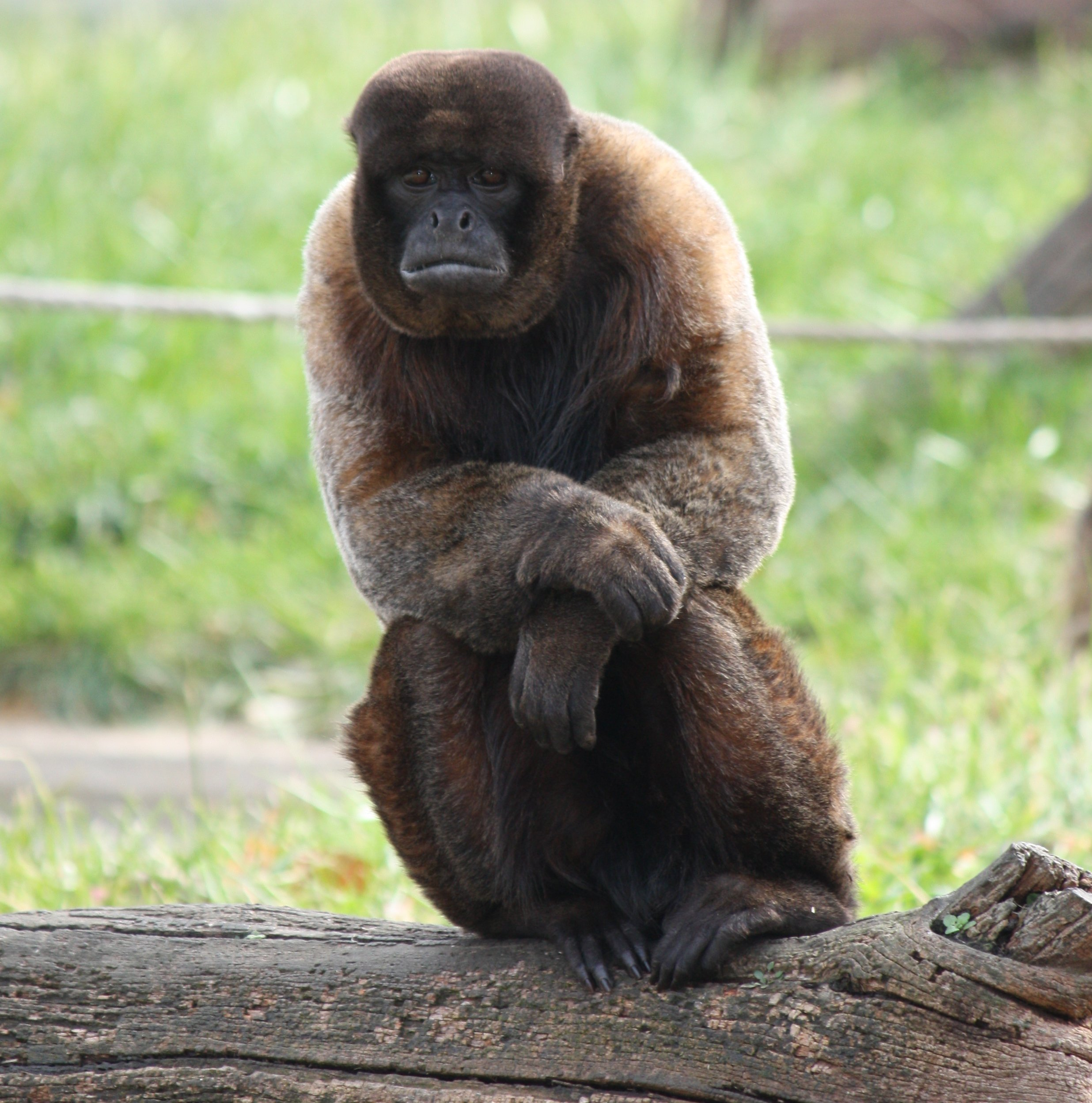